# Edenholzhausen (Schwabhausen)
Edenholzhausen ist ein Gemeindeteil von Schwabhausen im oberbayerischen Landkreis Dachau. Die Einöde liegt circa eineinhalb Kilometer nördlich von Schwabhausen.

## Baudenkmäler
Siehe: Liste der Baudenkmäler in Edenholzhausen
- Katholische Kapelle St. Petrus